# Idris Elba
Idrissa Akuna Elba (Londres, 6 de septiembre de 1972), conocido como Idris Elba, es un actor, disc-jockey, productor  discográfico y productor británico de televisión, teatro y cine.
Inició su carrera en Estados Unidos, siendo su papel más conocido el de Russell «Stringer» Bell, traficante de drogas que aspira a convertirse en un hombre de negocios en la serie The Wire. Protagonista a su vez en la serie Luther donde ganó un Globo de Oro al mejor actor de miniserie o telefilme. Elba es también DJ —conocido como DJ Big Driis o Big Driis the Londoner— y cantante de hip hop y soul.

## Biografía
Hijo único, Elba nació y creció en Hackney, al este de Londres, Inglaterra. Su padre, Winston, es de Sierra Leona y trabajaba en Ford Dagenham; su madre, Eve, es de Ghana y ejercía de administrativa. Idris asistió a la escuela en Canning Town, donde empezó a actuar, antes de abandonar la escuela.
Pronto comenzó a hacer sus pininos como DJ formando varios grupos con algunos amigos. Con 16 años dejó el instituto y entró al National Youth Music Theatre. Mientras tanto, y para pagar la matrícula, trabajó de DJ en varios clubs nocturnos y audicionó para pequeños papeles en la televisión. En 1992 comenzó a frecuentar papeles fugaces en dramas británicos, hasta que decidió mudarse a Nueva York. Aparece en el 5° episodio de la 2a temporada de CSI: MIAMI «La Mejor Defensa». En Estados Unidos actuó en pequeños papeles en cine, entre ellos Buffalo Soldiers (2001), junto Joaquín Phoenix y Ed Harris. También participó en videoclips de Fat Joe y Angie Stone. Después de su aparición en Law & Order, formó parte del reparto de la serie policiaca de la HBO The Wire, papel que lanzó su carrera.
Entonces, consiguió papeles secundarios en películas como 28 Weeks Later (2007), American Gangster (2007) y RocknRolla (2008). También participó en varios episodios del remake estadounidense The office en 2009 y un año más tarde hizo lo mismo en Los Perdedores y en Takers. Posteriormente fue protagonista en la serie Luther, coprotagonizó Ghost Rider: Espíritu de Venganza (2012), junto a Nicolas Cage, también tuvo un papel importante en Prometheus (2012), interpretando al capitán de la nave Janek.
En 2013, protagoniza Pacific Rim de Guillermo del Toro, donde interpreta a un expiloto y director del proyecto Jaeger.
También, ese mismo año realiza la película biográfica británico-sudafricana dirigida por Justin Chadwick. Y basada en el libro autobiográfico de Nelson Mandela "Un largo camino hacia la libertad" de 1995, en donde él interpreta al célebre mandatario.
En 2017, trabaja junto a Kate Winslet en The mountain between us interpretando a un médico que se salva de un accidente aéreo junto a una periodista.

## Premios y reconocimientos
Elba fue nombrado Oficial de la Orden del Imperio Británico (OBE) por la Reina Isabel II en los honores de Año Nuevo de 2016 por sus servicios al teatro.

## Filmografía completa
| 1999 | Belle Maman                       | Gregoire                   |                                                                                                |
| 2000 | Sorted                            | Jam                        |                                                                                                |
| 2001 | Buffalo Soldiers                  | Kimborough                 |                                                                                                |
| 2003 | One Love                          | Aaron                      |                                                                                                |
| 2005 | The Gospel                        | Charles Frank              | Nominado — Black Reel Award, Best Actor- Film                                                  |
| 2007 | Chicas de Papi                    | Monty James                | Nominado — BET Award for Actors of the Year                                                    |
| 2007 | The Reaping                       | Ben                        |                                                                                                |
| 2007 | 28 Weeks Later                    | General Stone              |                                                                                                |
| 2007 | American Gangster                 | Tango                      | Nominado — Screen Actors Guild Award for Outstanding Performance by a Cast in a Motion Picture |
| 2007 | This Christmas                    | Quentin Whitfield          |                                                                                                |
| 2008 | Prom Night                        | Detective Winn             |                                                                                                |
| 2008 | RocknRolla                        | Mumbles                    |                                                                                                |
| 2008 | The Human Contract                | Larry                      |                                                                                                |
| 2009 | The Unborn                        | Arthur Wyndham             |                                                                                                |
| 2009 | Obsessed                          | Derek Charles              | Nominado — Image Award, Outstanding Actor in a Motion Picture                                  |
| 2010 | Takers                            | Gordon Cozier              | Nominado — Black Reel Award, Best Ensemble                                                     |
| 2010 | Legacy                            | Malcolm Gray               |                                                                                                |
| 2010 | Los Perdedores                    | Roque                      |                                                                                                |
| 2011 | Thor                              | Heimdall                   |                                                                                                |
| 2012 | Ghost Rider: Espíritu de Venganza | Moreau                     |                                                                                                |
| 2012 | Prometheus                        | Captain Janek              |                                                                                                |
| 2013 | Pacific Rim                       | Stacker Pentecost          |                                                                                                |
| 2013 | Thor: The Dark World              | Heimdall                   |                                                                                                |
| 2013 | Mandela: Long Walk to Freedom     | Nelson Mandela             |                                                                                                |
| 2014 | No Good Deed                      | Colin Evans                |                                                                                                |
| 2015 | The Gunman                        | Dupony                     |                                                                                                |
| 2015 | Avengers: Age of Ultron           | Heimdall                   |                                                                                                |
| 2015 | Beasts of No Nation               | Comandante                 |                                                                                                |
| 2016 | Zootopia                          | Jefe Bogo                  |                                                                                                |
| 2016 | El libro de la selva              | Shere Khan                 |                                                                                                |
| 2016 | Bastille Day                      | Sean Briar                 |                                                                                                |
| 2016 | Buscando a Dory                   | Fluke                      |                                                                                                |
| 2016 | 100 Streets                       | Max                        |                                                                                                |
| 2016 | Star Trek Beyond                  | Krall                      |                                                                                                |
| 2017 | La Torre Oscura                   | El Pistolero               |                                                                                                |
| 2017 | Thor: Ragnarok                    | Heimdall                   |                                                                                                |
| 2017 | La montaña entre nosotros         | Doctor Ben Bass            |                                                                                                |
| 2017 | Apuesta maestra o Molly's Game    | Charlie Jaffey             |                                                                                                |
| 2018 | Avengers: Infinity War            | Heimdall                   |                                                                                                |
| 2019 | Hobbs & Shaw                      | Brixton                    |                                                                                                |
| 2019 | Cats                              | Macavity                   |                                                                                                |
| 2021 | El Escuadrón Suicida              | Robert DuBois / Bloodsport |                                                                                                |
| 2021 | Más dura será la caída            | Rufus Buck (Western).      |                                                                                                |
| 2022 | Sonic 2, la película              | Knuckles The Echidna       |                                                                                                |
| 2022 | Three Thousand Years of Longing   | Genio                      |                                                                                                |
| 2022 | Beast                             | Dr. Nate Samuels           |                                                                                                |
| 2023 | Luther: The Fallen Sun            | John Luther                |                                                                                                |
| 2023 | Extraction 2                      | Alcott                     |                                                                                                |
| 2024 | Sonic 3, la película              | Knuckles the Echidna       |                                                                                                |

### Televisión

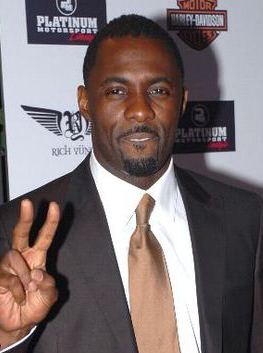
Idris Elba en 2007.

|             |                                             |                                |              |
| 1995        | Absolutely Fabulous                         | Gigoló                         | Un episodio  |
| 1996        | Crocodile Shoes                             | Jo-Jo                          | Un episodio  |
| 1997        | Family Affairs                              | Tim Webster                    |              |
| 1997        | Silent Witness                              | Charlie                        | Un episodio  |
| 1998        | Ultraviolet                                 | Vaughan Rice                   | 6 episodios  |
| 1999        | Dangerfield                                 | Matt Gregory                   | 12 episodios |
| 2000        | In Defence                                  | Paul Fraser                    | Un episodio  |
| 2002        | The Inspector                               | Robert Gabriel                 | Un episodio  |
| 2002 - 2004 | The Wire                                    | Russell 'Stringer' Bell        | 37 episodios |
| 2005        | Girlfriends                                 | Paul                           | Un episodio  |
| 2005        | Sometimes in April                          | Augustin Muganza               |              |
| 2006        | All in the Game                             | Paul                           | Telefilme    |
| 2008        | The No. 1 Ladies' Detective Agency          | Charles Gotso                  | Un episodio  |
| 2009        | The Office                                  | Charles Miner                  | 7 episodios  |
| 2010        | The Big C                                   | Lenny                          | 4 episodios  |
| 2011        | Aqua Unit Patrol Squad 1                    |                                | Un episodio  |
| 2011        | How Hip Hop Changed the World               | Él mismo y productor ejecutivo | Telefilme    |
| 2010-2019   | Luther                                      | John Luther                    | 20 episodios |
| 2012        | Idris Elba’s How Clubbing Changed the World | Presentador                    | Telefilme    |
| 2013        | Idris Elba: King of Speed                   | Presentador                    |              |
| 2017        | The Best FIFA Football Awards 2017          | Presentador                    |              |
| 2022        | FIFA World Cup 2022 Qatar group draft       | Presentador                    |              |
| 2023        | Hijack                                      | Sam Nelson                     | 7 episodios  |
| 2024        | Knuckles                                    | Knuckles the Echidna           |              |

### Videojuegos
| 2011 | Call of Duty: Modern Warfare 3 | SFC "Truck"  |                      |
| 2014 | FIFA 15                        |              | Voz en el tráiler E3 |
| 2019 | NBA 2K20                       |              |                      |
| 2023 | Cyberpunk 2077                 | Solomon Reed |                      |

### Videoclips
|      |                         |                      |                       |
| 2012 | Mumford & Sons          | "Lover of the Light" | Codirector, productor |
| 2012 | Giggs                   | "Hustle On"          | Productor             |
| 2016 | Macklemore & Ryan Lewis | "Dance Off"          | Artista invitado      |

## Premios y nominaciones
| Año  | Premio                                   | Categoría                                                   | Por                           | Resultado |
| ---- | ---------------------------------------- | ----------------------------------------------------------- | ----------------------------- | --------- |
| 2005 | Black Reel Awards                        | Mejor Actor                                                 | The Gospel                    | Nominado  |
| 2005 | Black Reel Awards                        | Mejor actor: TV o Cable                                     | Sometimes in April            | Nominado  |
| 2005 | NAACP Image Award                        | Mejor actor en película de televisión, miniserie o especial | Sometimes in April            | Nominado  |
| 2007 | BET Awards                               | Mejor actor                                                 | Daddy's Little Girls          | Nominado  |
| 2007 | Premios del Sindicato de Actores de Cine | Mejor reparto                                               | American Gangster             | Nominado  |
| 2008 | Bet Awards                               | Mejor actor                                                 |                               | Nominado  |
| 2009 | Bet Awards                               | Mejor Actor                                                 |                               | Nominado  |
| 2009 | NAACP Image Award                        | Mejor actor de película                                     | Obsessed                      | Nominado  |
| 2010 | Bet Awards                               | Mejor actor                                                 |                               | Ganador   |
| 2010 | Black Reel Awards                        | Mejor reparto                                               | Takers                        | Nominado  |
| 2010 | Globo de Oro                             | Mejor actor de miniserie o film                             | Luther                        | Nominado  |
| 2011 | NAACP Image Award                        | Mejor actor de reparto en película                          | Takers                        | Nominado  |
| 2011 | Bet Awards                               | Mejor actor                                                 |                               | Ganador   |
| 2011 | Primetime Emmy                           | Mejor actor invitado en serie de comedia                    | The Big C                     | Nominado  |
| 2011 | Primetime Emmy                           | Mejor actor de miniserie o telefilme                        | Luther                        | Nominado  |
| 2011 | Globo de Oro                             | Mejor actor de miniserie o telefilme                        | Luther                        | Ganador   |
| 2011 | NAACP Image Award                        | Mejor actor en película de televisión, miniserie o especial | Luther                        | Ganador   |
| 2011 | Satellite Awards                         | Mejor actor de miniserie o telefilme                        | Luther                        | Nominado  |
| 2012 | Bet Awards                               | Mejor Actor                                                 |                               | Nominado  |
| 2012 | Black Reel Awards                        | Mejor actor de TV / Cable                                   | Luther                        | Ganador   |
| 2012 | Primetime Emmy                           | Mejor actor en miniserie o telefilme                        | Luther                        | Nominado  |
| 2014 | Globo de Oro                             | Mejor actor - Drama                                         | Mandela: Long Walk to Freedom | Nominado  |
| 2014 | Globo de Oro                             | Mejor actor en miniserie o telefilme                        | Luther                        | Nominado  |
| 2014 | NAACP Image Award                        | Mejor actor en película de televisión, miniserie o especial | Luther                        | Ganador   |
| 2016 | Globo de Oro                             | Mejor actor de reparto                                      | Beasts of No Nation           | Nominado  |
| 2016 | Globo de Oro                             | Mejor actor en miniserie o telefilme                        | Luther                        | Nominado  |
| 2016 | Sindicato de Actores de Cine             | Mejor actor de reparto                                      | Beasts of No Nation           | Ganador   |
| 2016 | BAFTA                                    | Mejor actor de reparto                                      | Beasts of No Nation           | Nominado  |
| 2016 | Crítica Televisiva                       | Mejor actor en película/miniserie                           | Luther                        | Ganador   |